# نادي سيلكيبورج
نادي سيلكيبورج: هو نادي كرة قدم دنماركي في مدينة سيلكيبورج في الدنمارك. يلعب سيلكيبورج في دوري السوبر الدنماركي، وهو أعلى دوري كرة القدم في الدنمارك. تأسس النادي عام 1917، ووصل النادي إلى أعلى مستويات كرة القدم الدنماركية في عام 1987، وكان خلال تسعينيات القرن السابق واحد من أكثر أندية كرة القدم نجاحا في الدنمارك، وحقق المركز الأول في الدوري في موسم 1993-1994، والمركز الثالث في موسم 1994-1995، وحصل على المركز الثاني في 1997-1998، فضلا عن الفوز بكأس الدنمارك عام 2001. ولعب الفريق المباريات الأوروبية عدة مرات، وفاز بكأس إنترتوتو عام 1996.